# Sesta
Sesta (łac. Diocesis Sestensis) – stolica historycznej diecezji we Cesarstwie rzymskim w prowincji Mauretania Cezarensis, zlikwidowana w VII w. podczas ekspansji islamskiej, współcześnie w północnej Algierii. Obecnie katolickie biskupstwo tytularne. 

## Biskupi tytularni
| Lp. | Biskup                    | Funkcja                                     | Od              | Do                |
| --- | ------------------------- | ------------------------------------------- | --------------- | ----------------- |
| 1   | Antônio Campelo de Aragão | biskup pomocniczy Cuiabá (Brazylia)         | 15 czerwca 1950 | 18 grudnia 1956   |
| 2   | James William Gleeson     | biskup pomocniczy Adelaidy (Australia)      | 15 lutego 1957  | 6 lipca 1964      |
| 3   | Eduardo Herrera Riera     | biskup pomocniczy Cumany (Wenezuela)        | 7 stycznia 1965 | 30 listopada 1966 |
| 4   | Mário Teixeira Gurgel     | biskup pomocniczy Rio de Janeiro (Brazylia) | 20 lutego 1967  | 26 kwietnia 1971  |
| 5   | Francisco Medina Ramirez  | biskup-prałat El Salto (Meksyk)             | 7 grudnia 1973  | 15 lutego 1978    |
| 6   | Georg Zur                 | nuncjusz apostolski                         | 5 lutego 1979   | 8 stycznia 2019   |
| 7   | Alberto Lorenzelli        | biskup pomocniczy Santiago (Chile)          | 22 maja 2019    |                   |